# 濱田博司
濱田 博司（はまだ ひろし、1950年7月15日 - ）は、日本の分子生物学者、医学者。大阪大学特別教授、大阪大学生命機能研究科生命機能専攻教授、哺乳動物胚発生の遺伝子支配についての研究を専門とする。文部科学省科学研究費補助金「新学術領域研究」 シリア・中心体系による生体情報フローの制御研究代表者。

## 略歴
香川県善通寺市出身。香川県立丸亀高等学校を経て、1975年に岡山大学医学部医学科を卒業後、1979年に同大学院医学研究科博士課程（微生物学専攻）を修了。以後、アメリカ国立衛生研究所、アメリカ国立がん研究所、ニューファンドランドメモリアル大学、東京大学助教授、東京都臨床医学総合研究所化学療法部部長を経て、1995年より大阪大学細胞生体工学センター 教授、2002年より現職。2014年に大阪大学特別教授に選定される。2022年王立協会外国人会員選出。

## 受賞歴
- 2000年
  - 第18回大阪科学賞 「体の左右非対称性が生じる機構の解明」[6]
- 2002年
  - 第10回日産科学賞「体の非対称性が生じる分子機構」[7]
- 2012年
  - 第43回内藤記念科学振興賞（2011年度）「体の非対称性が生じる機構」[8]
- 2014年
  - 紫綬褒章受勲[9]
  - 第19回慶應医学賞「左右軸を中心とした哺乳動物胚発生の分子制御機構」[1]
- 2017年
  - 東レ科学技術賞
- 2021年
  - 高峰記念第一三共賞
- 2023年
  - 瑞宝中綬章[10]